# Turgut Cansever
Turgut Cansever (* 12. September 1921 in Antalya; † 22. Februar 2009 in Istanbul) war ein türkischer Architekt und Schriftsteller. Er wurde als einziger Architekt dreimal mit dem Aga Khan Award for Architecture ausgezeichnet.

## Leben
Cansever besuchte die İstanbul Devlet Güzel Sanatlar Akademisi, wo er Schüler von Sedad Hakkı Eldem war. 1946 schloss er sein Studium ab. 1949 wurde er in Kunstgeschichte promoviert. Anschließend nahm er eine Lehrtätigkeit an der Universität auf. 1951 gründete er ein Architektenbüro. Er begann in den 1950er Jahren in einem Internationalen Stil. Als einer der wenigen türkischen Architekten bemühte er sich um eine Synthese zwischen Tradition und Moderne. Er machte sich ab den 1960er Jahren um die Wiederbelebung der Osmanischen Architektur und den Einsatz von Ornamentik verdient. Sein Stil war auch Vorbild für nachfolgende Architektengenerationen. Zu seinen bedeutendsten Bauten gehört das Gebäude der Türk Tarih Kurumu.

## Werk
- Karatepe-Museum, 1954–1961
- Anadolu Club, 1959
- Gebäude der Türk Tarih Kurumu in Ankara, 1966
- Çiftehavuzlar Apartment Gebäude, 1970–1980
- Nadaroǧlu Haus, 1971–1972
- Ertegün House in Bodrum, 1973
- Wohnanlage der Central Anatolia Construction Joint Stock Company, ab 1969
- Demir Holiday Village in Bodrum, 1983–1987

## Auszeichnungen
- 1980: Aga Khan Award for Architecture
- 1980: Aga Khan Award for Architecture
- 1990: Sinan Ödülü (Nationaler Architekturpreis)
- 1992: Aga Khan Award for Architecture
- 2005: Kulturpreis des türkischen Kultusministeriums
- 2008: Kulturpreis des Präsidenten der Türkei